# Kroatistik
Die Kroatistik ist die wissenschaftliche Beschäftigung mit der kroatischen Sprache und kroatischen Literatur (auch als „kroatische Philologie“ bezeichnet), sowie im weiteren Sinne auch die modernen Kulturwissenschaften, die sich mit der kroatischen Nation und ihrer Geschichte beschäftigt.
Die Kroatistik ist ein Teilbereich der Slawistik.

## Kroatistik an Universitäten außerhalb Kroatiens
Das Studienfach Kroatistik wird unter anderem an Universitäten in den folgenden Staaten gelehrt: Österreich, Ungarn, Ukraine, Slowakei, Tschechien, Polen, Bulgarien, Rumänien, Indien, Kanada.
Mit dem Slowenischen, Mazedonischen und Bulgarischen, Bosnischen und Serbischen bildet es die Südslawistik, einen Zweig der Slawistik.
Einzelne Slawisten betrachten Kroatisch nach wie vor als Teil der serbokroatischen Sprache, obwohl dieser Begriff aufgrund des politischen Wandels und der nunmehr unabhängigen Entwicklung der einzelnen Sprachen voneinander kaum noch verwendet wird.
Kroatistik kann im Rahmen kombinierter oder verwandter Studiengänge unter anderem an folgenden Hochschulen studiert werden:
| Deutschland | - Humboldt-Universität zu Berlin: Serbistik/Kroatistik (Magister) Institut für Slawistik - Universität zu Köln: Serbokroatistik (als Schwerpunkt innerhalb der Südslavischen Philologie) - Slavisches Institut der Universität zu Köln - Universität Leipzig: Bosnistik/Kroatistik/Serbistik (als Schwerpunkt innerhalb der Südslavistik) Institut für Slavistik - Johannes Gutenberg-Universität Mainz: Kroatistik/Serbistik (Magister) Institut für Slavistik - Universität Regensburg: Südslavische Philologie Institut für Slavistik - Universität Tübingen: Südslavistik (Magister) mit den Sprachen Serbisch/Kroatisch oder Slowenisch bzw. Slavistik (B.A.) mit Erstsprache Serbisch/Kroatisch Slavisches Seminar |
| Österreich  | - Karl-Franzens-Universität Graz: Bosnisch/Kroatisch/Serbisch (Diplom oder Lehramt) Institut für Slawistik - Universität Innsbruck: Bosnisch-Kroatisch-Serbisch (Magister) - Universität Wien: Bosnisch/Kroatisch/Serbisch (Bachelor/Master oder Lehramt) Institut für Slawistik - Alpen-Adria-Universität Klagenfurt: Slawistik (Bachelor/Master oder Lehramt-Diplom) Institut für Slawistik |

### Kroatistik an Universitäten in Kroatien
- Studienangebot Kroatische Sprache und Literatur (kroat.) – Universität Pula
- Odsjek za hrvatski jezik i književnost (kroat.) – Abteilung für Kroatistik der Universität Zadar
- Odsjek za kroatistiku (kroat.) – Abteilung für Kroatistik der Universität Zagreb